# Шпорцевый узкорот
Шпорцевый узкорот (лат. Chaperina fusca) — вид бесхвостых земноводных семейства узкоротов (Microhylidae). Единственный представитель рода шпорцевых узкоротов (Chaperina) и подсемейства Chaperininae. По другим источникам входит в состав подсемейства Microhylinae.

## Распространение
Центр Таиланда, Малайский полуостров, Борнео, Филиппины, острова Палаван, Минданао и Холо.

## Описание
Это маленькие лягушки: самцы 18—21 мм, самки 20—26 мм. Окрас от коричневого до черного цвета, изредка сероватый. На спине мелкие белые, светло-голубые или зеленоватые пятна. У некоторых особей эти пятна достаточно большие, могут даже сливаться, отчего цвет спины становится синевато-серым. На брюхе большие жёлтые пятна. Кожа гладкая с разбросанными бугорками. На локтях и пятках крошечные мягкие шипы. Барабанные перепонки скрыты. На пальцах присоски.

## Образ жизни
Ввиду трудности обнаружения, из-за маленьких размеров и трелей самцов, схожих с насекомыми, образ жизни данного вида изучен слабо.
Это наземные и лазящие лягушки. Местами естественного обитания являются первичные низинные и горные тропические леса, также были найдены в сельских садах. Активный после осадков в лесной подстилке, низкой растительности или вершинах валунов, но также могут подниматься на скалы или стволы деревьев высотой до 1,5 метра.

## Размножение
Размножается в небольших временных водоемах, богатых разлагающимися органическими веществами — в дуплах деревьев, углублениях под камнями и корневых полостях.
Головастики небольшие, овальные, сверху слегка приплюснуты. Хвост к концу резко сужается, кончик хвоста закруглен. Тело черное сверху, светлое снизу. Задние плавники бесцветные. Глаза серебристые, при виде сверху имеют отражающий эффект.